# Libre de ne pas l'être
 (juillet 2025).
Pour plus de détails, voir Fiche technique et Distribution.
Libre de ne pas l'être est un film français de court métrage réalisé par Jean-Pierre Lajournade, sorti en 1969. 

## Fiche technique
- Titre : Libre de ne pas l'être
- Réalisation : Jean-Pierre Lajournade
- Scénario : Jean-Pierre Lajournade
- Photographie : Jean-Jacques Renon
- Son : Bernard Ortion
- Montage : Anne-Marie Deshayes
- Production : Les Films de la Pléiade
- Pays de production :  France
- Durée : 11 minutes
- Date de sortie :
  - France : 1969

## Distribution
- Thierry Garrel
- Jean-Marc Leuwen

## À propos du film
Libre de ne pas l'être a été présenté à la Cinémathèque française le 23 avril 2010 dans le cadre du cycle « Anarchie et cinéma - Carte blanche à Jean-Pierre Bastid ».